# Muselière

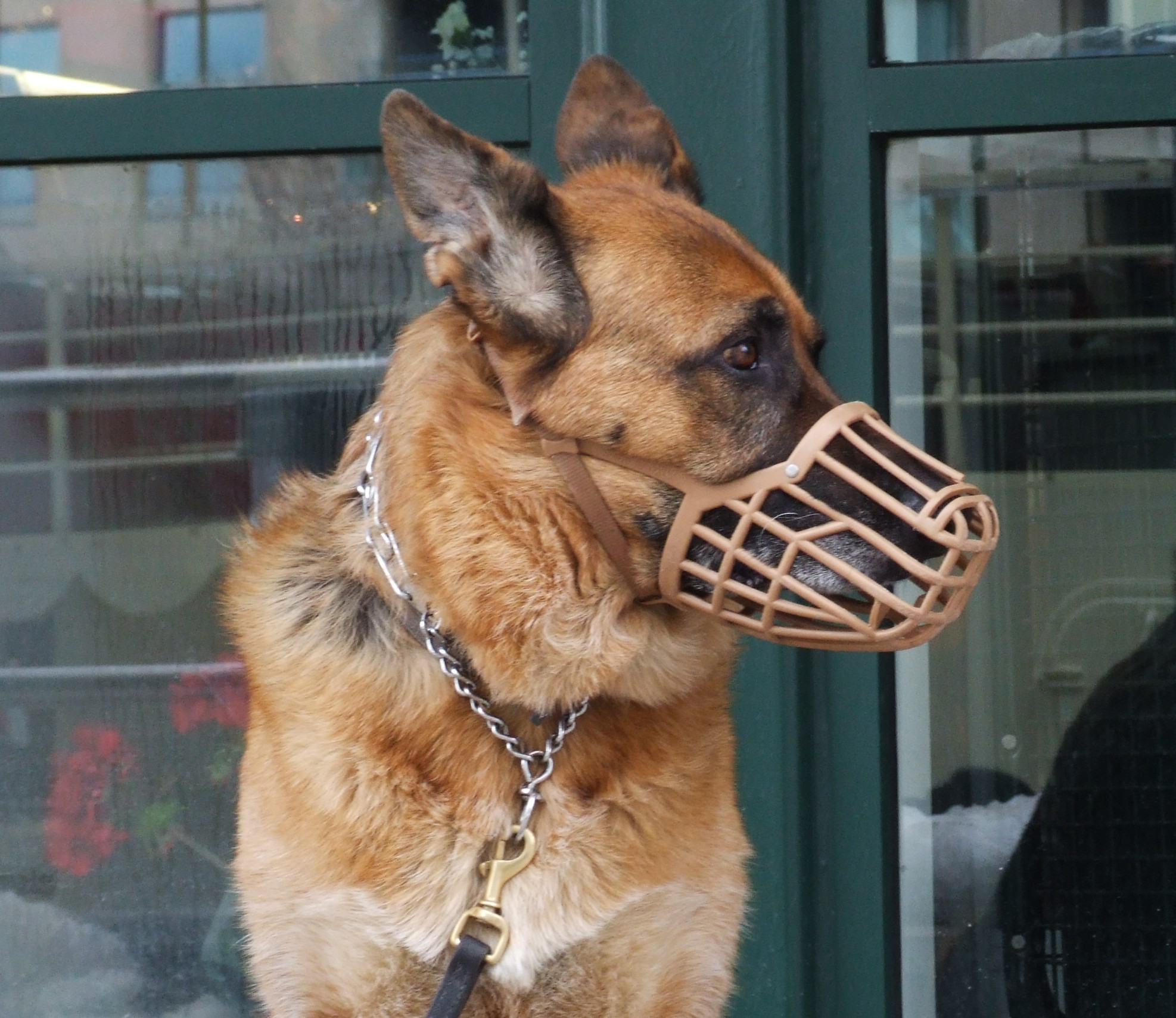
Un berger allemand avec une muselière.

Une muselière est un équipement qui, placé sur le museau d'un animal, permet de l'empêcher de mordre ou d'ouvrir la gueule. Il existe des muselières pour chevaux mais elles sont plus courantes sur les chiens.

## Histoire
Au IVe siècle av. J.-C., Xénophon parle d'un sac en cuir de veau, appelé κυνοῦχος ; le mot désigne tout objet fait de cuir pour les chiens de chasse ; exceptionnellement, il désigne la muselière, preuve que son emploi est déjà attesté à l'époque.

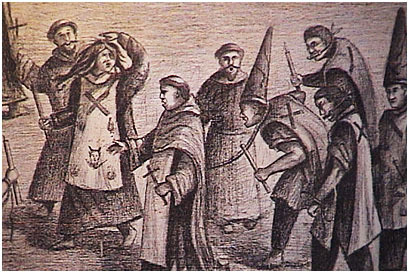
Condamnés par l'Inquisition à Lima, portant tous le sambenito et selon, un coroza, une corde au cou, une muselière, un cierge,

## Types de muselières pour chiens

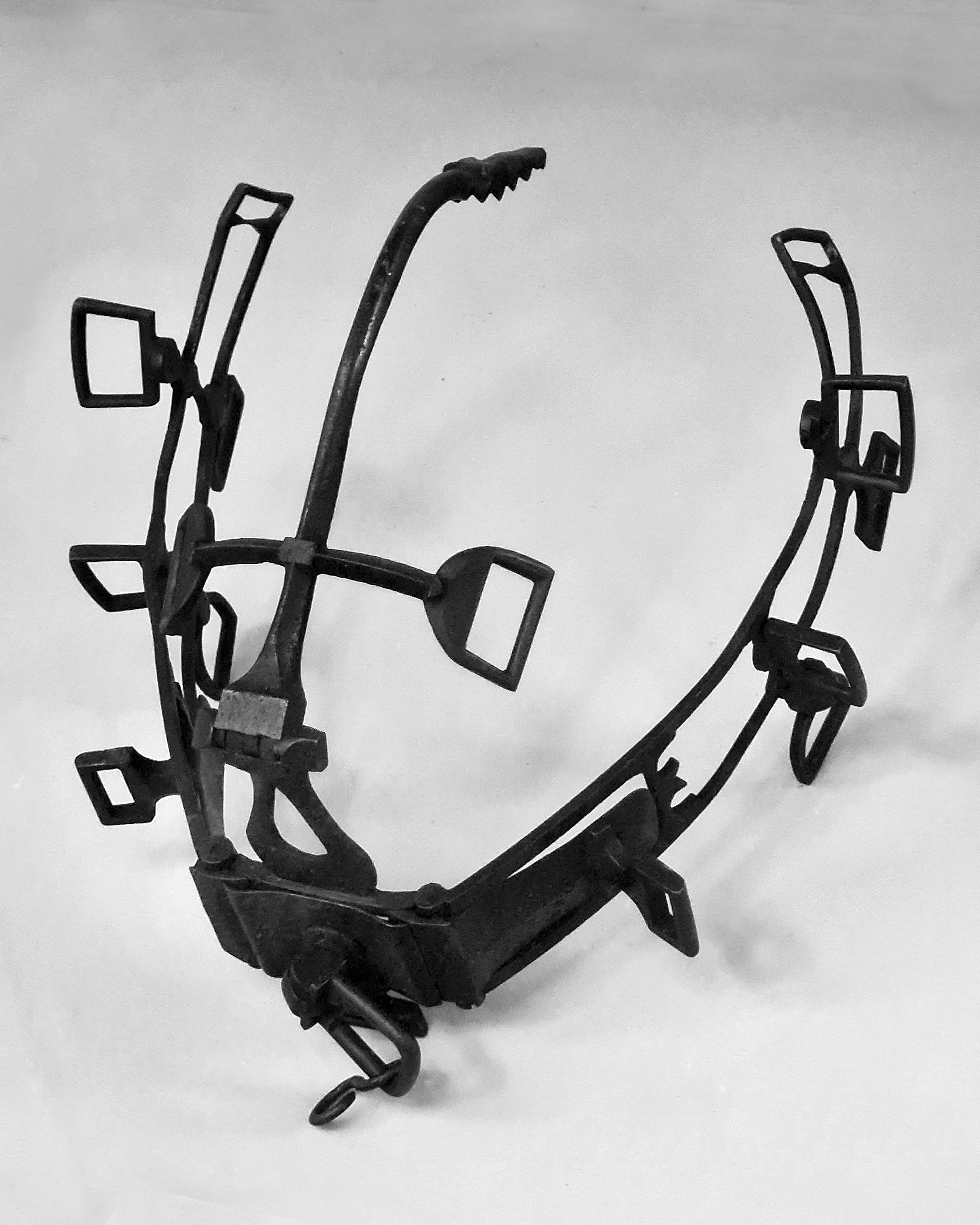
Muselière d'ours.

Pour les chiens en particulier il existe différents types de muselière :
- Les muselières en nylon : c'est le type de muselière le moins cher sur le marché et le plus souvent utilisés par les « amateurs » car elles ne prennent pas beaucoup de place. Elles sont très fragiles et offrent un confort réduit pour l'animal, en effet, ce dernier ne peut pas haleter ce qui peut causer la mort en cas d'exercices physiques et de fortes chaleurs.
- Les muselières en cuir ajouré : ce type de muselière est adaptée à des chiens relativement sociables qui ont obligation de porter une muselière, en effet, un chien qui ne supporte pas le port de la muselière ou qui est insociable finira par détériorer très rapidement cette muselière. Ce type de muselière est relativement confortable car le chien peut ouvrir la gueule pour réguler sa température tout en ne pouvant pas mordre.
- Les muselières grillagées : ce type de muselière est le plus adapté pour l'animal, en effet, il peut haleter correctement tout en ne pouvant pas mordre. Très solide, cela convient parfaitement pour le port quotidien de la muselière.
- Les muselières ergonomiques : ce type de muselière est, avec les muselières grillagées, la meilleure. Elle permet au chien de boire, de manger et de haleter correctement sans pouvoir mordre. Elle est constituée d'un matériau souple et résistant à la fois. Cette muselière est la plus coûteuse du marché.
- Les muselières de course : ce type de muselière est destiné aux chiens de course comme les lévriers. Elles sont légères en plastique ou en métal. Elles servent à éviter les morsures entre chiens pendant les courses. Ces muselières ne sont pas adaptées à des chiens puissants.
- Les muselières de frappe : utilisée à usage professionnel par la police ou les agents de sécurité, c'est la plus dissuasive. Elle permet au chien de sauter sur un individu au torse, au cou ou à la tête l'immobilisant au sol. Ces muselières sont en général en cuir mais peuvent être aussi grillagées.

### Règlementation en France

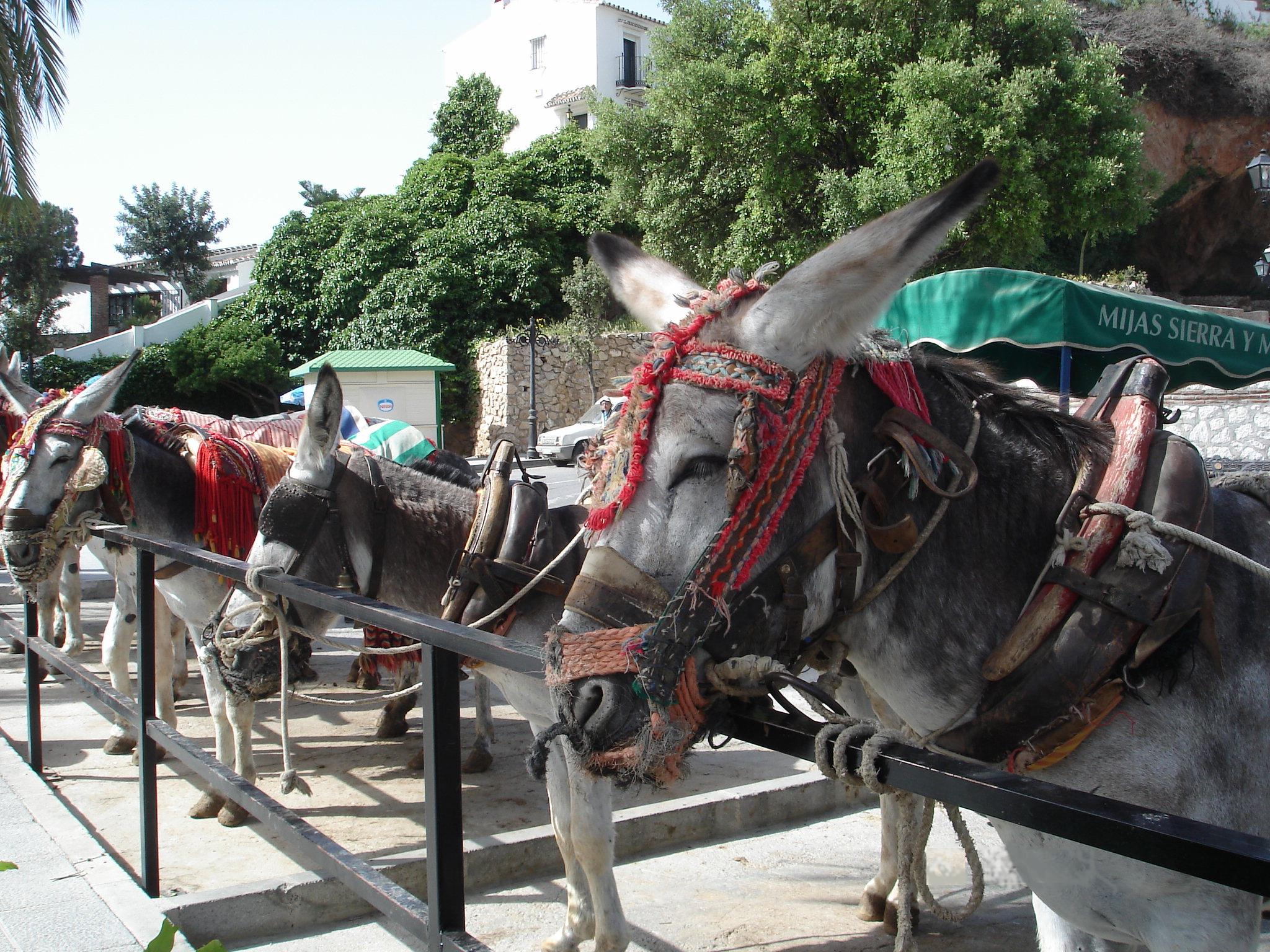
Muselières sur des ânes.

La muselière est obligatoire pour la sortie sur la voie publique et dans les lieux publics de certaines races de chiens considérés comme dangereux. La muselière est indispensable pour des chiens ayant des problèmes de sociabilisation évitant les morsures.

## Autres
Des muselières destinées à bâillonner les humains ont été utilisées dans le passé comme notamment sur les pénitents ou condamnés par l'Inquisition.

On appelle également muselière ou bouchon mécanique les systèmes destinés à fermer et ouvrir facilement et immédiatement les bouteilles de bière et certaines gourdes.

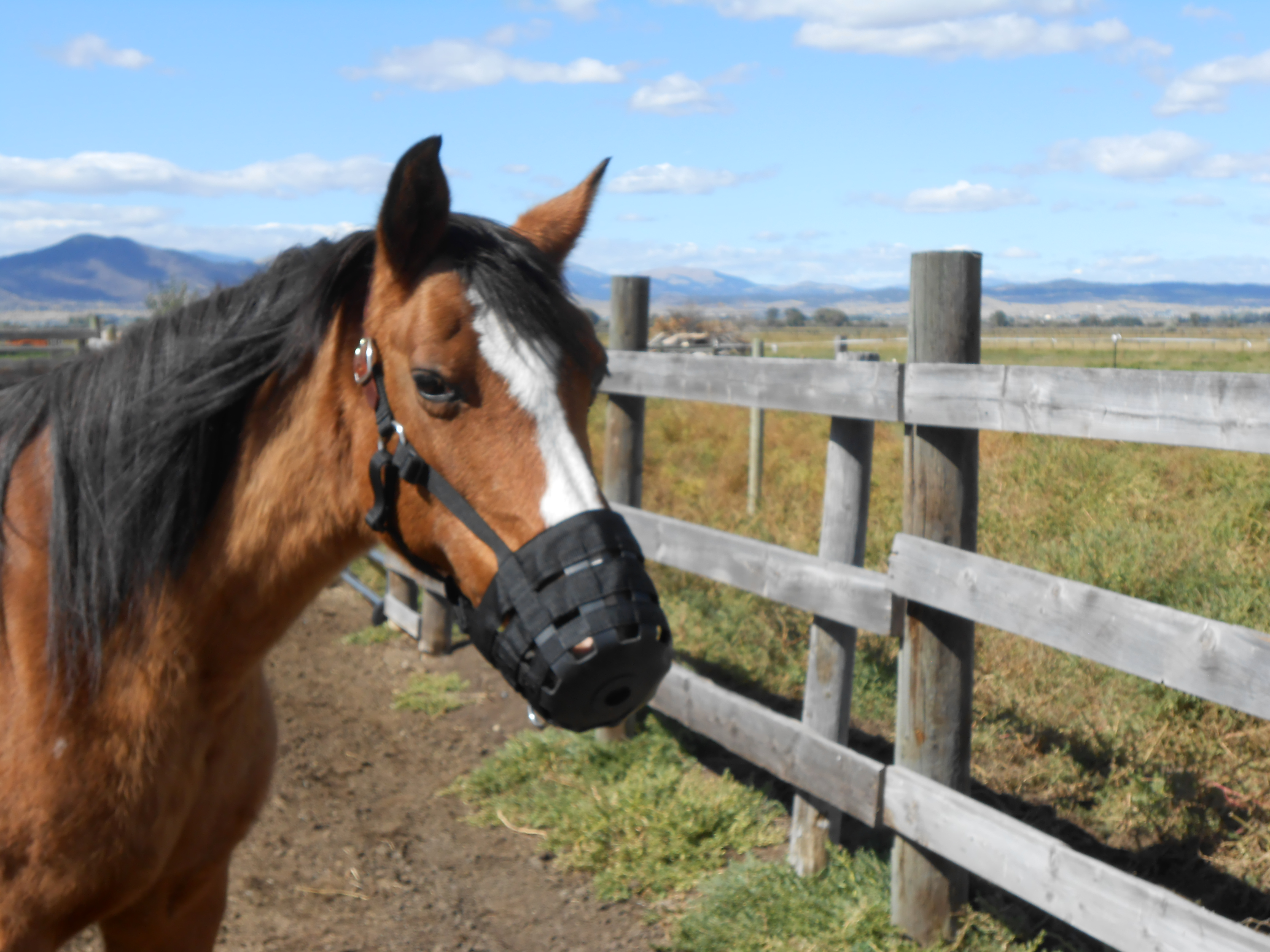
Muselière sur un cheval.